# Francisco Clodoaldo Chagas Ferreira
Francisco Clodoaldo Chagas Ferreira, mais conhecido como Clodoaldo (Ipu, 28 de dezembro de 1978), é um ex- futebolista brasileiro que atuava como meia-atacante. Clodoaldo é até hoje o terceiro maior artilheiro da história do Fortaleza com 127 gols. Nasceu em Ipu, no estado do Ceará.

## Carreira
Clodoaldo iniciou-se nas categorias de base do Fortaleza Esporte Clube e logo entrou para a equipe principal e ficou conhecido no Brasil inteiro, pelas beleza de seus gols e o hit criado pela torcida do Fortaleza que o consagrou nacionalmente,
"Uh terror Clodoaldo é matador".

## Fortaleza
No Fortaleza, sua estreia foi no dia 13 de janeiro de 1999 numa partida contra o Itapajé no estádio Castelão onde ele marcou dois dos três gols anotados pelo time. No Campeonato Brasileiro, sua estreia só foi na décima rodada contra o time do São Raimundo-AM e ele não marcou gols. Mas seu primeiro gol em campeonatos brasileiros só foi na décima sétima rodada onde ele fez 1–0 na equipe do Guarany de Sobral. Ainda na fase classificatória, o baixinho fez um dos gols mais bonitos do Fortaleza onde ele mata e chuta a bola rente ao gol de Fabiano, do Criciúma, na vitória do time por 3–2, em que ele foi expulso por simplesmente cometer um pênalti que, de fato, não aconteceu, aos trinta minutos do segundo tempo. O meia Kell foi reclamar com o árbitro e também foi expulso.
Chegadas as quartas-de-final, o Fortaleza teve que aceitar a decisão difícil do STJD em punir Clodoaldo por 10 jogos. O Fortaleza não queria aceitar no início já que ele era o jogador mais habilidoso de todos os tempos no Fortaleza. Nas semifinais, com Clodoaldo muitíssimo habilidoso, o Tricolor de Aço venceu e levou o time para a Série A do Campeonato Brasileiro de 2003. Chegado o jogo mais importante do campeonato, especialmente contra o Criciúma, fez 1–0. Logo depois, ele deu o passe para Finazzi fazer o gol da vitória do Fortaleza. No segundo jogo, o Criciúma fez 1–0 com Cametá. Logo depois, passe de Paulo Baier numa entrança sem rumo dele para Hugo fazer 2–0. O Fortaleza diminuiu aos trinta e dois minutos do primeiríssimo tempo da decisão. Mas o Criciúma abria 3–1 com Cametá e 4–1 com Élder. Em 2004, o Fortaleza começou com uma vitória por 3–2 sobre o Avaí e chegou mais uma vez as semifinais do brasileiro da série B. O então técnico Givanildo Oliveira optou por deixar Clodoaldo fora do primeiro jogo da final do Brasileiro de 2004 da 2ª Divisão. Na final, o Brasiliense fez 1–0 com Dimba, mas o Fortaleza empatou com Rinaldo num passe de Márcio Goiano aos trinta e sete minutos do segundo tempo. Já no segundo, ele marcou o gol de honra para o leão na derrota por 3–1 no estádio de taguatinga. Em 2005, o time permaneceu na série A na décima terceira colocação da tabela sendo o jogo contra o São Paulo o mais lotado no Castelão. O Fortaleza teve a segunda maior média de público da Série A do Brasileiro. Nesse Campeonato, quase que o Fortaleza teve seus pontos alterados num Escândalo do Apito, mas faltou pouco para o Fortaleza entrar na Sul-Americana de 2006. O baixinho veio com uma belíssima participação no brasileiro daquele ano, o Fortaleza tinha um timaço e Clodoaldo era o maestro do time em toda competição, o que lhe rendeu a 13ª colocação na Série A do Brasileiro. Em 2006, o time foi rebaixado na décima oitava colocação da tabela.
Em 2011, após reuniões, Clodoaldo rescindiu com o Ceará.
Em 2011, Clodoaldo fechou com o Juazeirense. Em sua estreia, Clodoaldo marcou quatro gols.
Em agosto de 2011, Clodoaldo foi emprestado para o Guarany de Sobral, para disputar o Série C.
Em 2012, voltou ao Juazeirense.
No dia 24 de abril de 2012, acertou com o Horizonte.
Em 2013, foi contratado pelo Goytacaz para a disputa do Campeonato Carioca Série B. Logo na primeira rodada da competição, o Goytacaz enfrentou seu arquirrival, o Americano. O clássico que não acontecia há dez anos, teve sabor especial para o baixinho. A partida terminou em 2–1 para o Goytacaz, e perto do final, enquanto ainda estava empatada, Clodoaldo perdeu um pênalti. Porém, ainda teve tempo de sair como herói por ter marcado o gol da vitória no final do clássico. Em entrevista ainda no gramado, Clodoaldo aproveitou para cutucar a torcida rival: “(...) agradeço também a torcida do Americano, que quando eu perdi o pênalti gritou: ‘uh, terror, Clodoaldo amarelou’, então eu mando um recado pra vocês do Americano: dois a um Goytacaz dois gols do Clodoaldo matador. Lembrem-se: Clodoaldo matador!“.
O Goytacaz perdeu o acesso à primeira divisão nos tribunais, ao perder seis pontos pela escalação irregular de um atleta. Com a perda, a equipe de Campos dos Goytacazes deixou a liderança da classificação geral da competição e consequentemente a não classificação para o triangular final. Clodoaldo disputou apenas o estadual pelo Goytacaz e mesmo sofrendo com lesões, terminou como artilheiro do time com sete gols.
Em 2014, acertou com o Quixadá.
Após a equipe do Quixadá não ter mais jogo, acertou com o Nova Russas, para disputar a 2ª divisão do Cearense.                                                                                                                                                                                                                                                                                                                                                                                          Em 2015, Clodoaldo fecha contrato com o Ferroviário para a disputa da Taça Fares Lopes 2015, conseguindo o feito de jogar nos três maiores times do estado do Ceará.

## Curiosidades
- Terceiro maior artilheiro da história do Fortaleza, passou pelo clube em cinco oportunidades, marcando 127 gols.
- Por diversas vezes em matérias feitas pelo repórter/cronista Victor Hannover para o programa Globo Esporte da Rede Globo, Clodoaldo teve o seu estilo de jogo, suas músicas e seu nome bastante difundido, tornando-se o jogador mais conhecido cearense, atuando por um clube cearense no Brasil. Sua música, o Rap do Clodô, virou mania nacional em 2003.
- Teve uma saída conturbada do Fortaleza, onde até hoje divide a opinião de torcedores.
- Foi dispensado pelo Treze de Campina Grande por fugir da concentração e aparecer no Estádio Amigão embriagado, apenas a uma hora da decisão do torneio contra o Campinense.
- Em 2002, quase faleceu quando bateu seu carro na saída de um clube de forró, em Fortaleza.
- Em 2004, jogando pelo Ituano, foi preso ao final do jogo, ainda em campo, por não pagar pensão alimentícia, na partida contra o Ceará no estádio Presidente Vargas.
- No jogo do Fortaleza contra o Atlético Mineiro, Clodoaldo marcou o gol da vitória e foi ovacionado cinco vezes no Estádio Castelão pelo Campeonato Brasileiro de Futebol de 2003.
- Clodoaldo virou mania nacional em chutes de grande potência quando marcou um golaço contra o Fluminense em pleno Maracanã, em 2003.
- Clodoaldo sempre marcou gols em clássicos durante os Cearenses de 2001, 2002, 2003 e 2005. Era vaiado pela torcida do Ceará em jogos do Clássico Rei.
- Clodoaldo foi homenageado pela torcida do Fortaleza  com a estrofe de uma música, que dizia "uh,terror, Clodoaldo é matador!"

## Conquistas
Fortaleza
- Vice-Campeonato Brasileiro Série B: 2002.
- Campeonato Cearense: 2000, 2001, 2003, 2004, 2005.

Ceará
- Campeonato Cearense: 2006, 2011.

## Artilharias
- Campeonato Cearense: 2001 (23 gols).
- Campeonato Cearense: 2003 (29 gols).